# Arcore
Arcore är en ort och kommun i provinsen Monza e Brianza i regionen Lombardiet i Italien. Kommunen hade 17 933 invånare (2018).